# Get Back (chanson de Demi Lovato)
Pour les articles homonymes, voir Get Back (homonymie).
Singles de Demi Lovato
La La Land
(2008)
Pistes de Don't Forget
La La Land Trainwreck
Get Back est un single par la chanteuse américaine Demi Lovato. Elle a été écrite par Lovato elle-même, Joe Jonas, Nick Jonas et Kevin Jonas et produite par les Jonas Brothers avec John Fields pour le premier album de Demi : Don't Forget (2008). La chanson comporte Jack Lawless au niveau de la batterie avec John Taylor et les Jonas Brothers au niveau des guitares. "Get Back" est sortie le 12 août 2008 sous le label de Hollywood Records. Au niveau musical, le single comporte des sonorités pop rock et de power pop.

## Réception
La chanson a reçu de très bonnes critiques et a rencontré un succès commercial vu sa 43e place dans le Top des ventes un peu partout en Amérique. En Australie, le single est devenu un vrai tube et est arrivé dans le Top 10 national.

## Clip officiel
Le clip vidéo a été réalisé par Philip Andelman montre Demi Lovato avec son groupe à New York. La vidéo est sortie en avant-première sur Disney Channel le 22 août 2008, juste après la première du film Les Cheetah Girls : Un monde unique et a été disponible sur iTunes le 16 septembre 2008.

## Promotion
Demi Lovato a chanté cette chanson dans plusieurs émissions comme chez Ellen DeGeneres mais aussi au Disney Channel Games 2008.

## Liste des pistes
- Digital download[3]

1. "Get Back" – 3:19

- Radio Disney download[4]

1. "Get Back" (Radio Disney version) – 3:19

- Music video version

1. "Get Back" (music video version) – 3:20

Note: Le seul changement dans la version du clip est qu'au lieu de dire "kiss me like you mean it" elle dit "hold me like you mean it".

## Charts
| Chart (2008)                        | Position |
| ----------------------------------- | -------- |
| Australie (ARIA)                    | 10       |
| Canada (Canadian Hot 100)           | 93       |
| Espagne (PROMUSICAE)                | 54       |
| États-Unis (Billboard Hot 100)      | 43       |
| États-Unis (Billboard Digital Song) | 16       |